# Divine Divinity
Divine Divinity è un videogioco di ruolo a tema fantasy sviluppato da Larian Studios per Microsoft Windows, e distribuito nel 2002. Il gioco ha avuto uno spin-off intitolato Beyond Divinity ed un seguito (intitolato Divinity 2 - Ego Draconis) distribuito negli ultimi mesi del 2009.

## Trama
Migliaia di anni fa, i membri del Consiglio Dei Sette, nella terra magica di Rivellon, si sacrificarono in una lotta contro un gruppo di maghi traditori, che sono passati al lato oscuro della magia. Per ricordare il Consiglio Dei Sette, L'Ordine Divino venne fondato per passare la conoscenza dei saggi alle future generazioni.
Duemila anni dopo, segni di agitazioni civili, guerra, odio e avidità indicarono che il lato oscuro era tornato ad essere forte e che si stava preparando un nuovo attacco a Rivellon.
Le profezie dei saggi hanno menzionato un divino salvatore delle sette razze. Questa persona sarà trovata e benedetta in una cerimonia segreta prima che lui o lei cada nelle mani del nemico. Ma succede tutto nella terra di Divinity.

## Modalità di gioco
Dotato di una visuale isometrica, Divine Divinity può essere considerato la commistione fra Diablo 2 e Baldur's Gate: dal primo riprende la visuale e gli oggetti creati in maniera casuale; dal secondo lo stile grafico e la possibilità di sfruttare la pausa per modificare l'equipaggiamento o scegliere una magia.
Prima del gioco è possibile scegliere una fra tre classi: fighter (guerriero), mage (mago) e survivor (sopravvissuto, classe simile a quella del ladro). Ogni classe è associata a un albero delle abilità correlata ad essa: tuttavia la scelta non è obbligatoria, e non è vietato (anche se sconsigliato, dato che le statistiche variano) ad esempio creare un guerriero che utilizza magie.

## Traduzione
Il gioco non è stato ufficialmente tradotto in italiano, esiste però una patch realizzata dal gruppo amatoriale ITP (Italian Translation Project); autore anche delle traduzioni di Planescape: Torment, The Elder Scrolls III: Morrowind, Arcanum: Of Steamworks and Magick Obscura.